# Кроссбраузерность

Кросс-браузерность — свойство веб-сайта отображаться и функционировать во всех часто используемых браузерах идентично. Под идентичностью функционирования подразумевается: отсутствие некорректной работы, ошибок в вёрстке и способность отображать материал с одинаковой степенью читабельности. Вследствие постоянного развития веб-технологий, приемлемую кросс-браузерность возможно обеспечить только для последних версий браузеров.
Термин начали использовать во время браузерных войн, происходивших в конце 1990-х годов. В этом контексте термин относится к сайтам, которые работали как в Internet Explorer, так и в Netscape Navigator. В то время производители стали внедрять собственные функции для браузеров, что привело к некоторым особенностям отображения и концептуальным различиям в работе.
Часто разработчики сайтов устанавливают «страницу-заглушку» для пользователей неподдерживаемых браузеров, на которой предлагается сменить браузер.